# 五人と一ぴき
五人と一ぴき（ごにんといっぴき）は、1969年4月8日から1971年9月28日まで、毎週火曜日午後6時20分からNHK総合テレビで放映された、主に小中学生向けのテレビドラマである。5人の子どもと1匹の犬がチームワークを組んで様々な事件を解決していく推理ドラマ。
イギリスの児童文学作家、イーニッド・ブライトンの「五人といっぴきの探偵団」シリーズが基になっている。

## キャスト
- ミッチ：黒岩里美
- チューくん：中条慶典
- アーコ：山田千香子
- フクちゃん：鳥居彰夫
- テッちゃん：野田哲朗
- ホームズ：プードル犬
- サブちゃん：林岳志
- 島田多江
- ドイトレさん　- 毎回、「五人と一ぴき」との絡みが多い大人の男性。事件を調べ出すミッチたちに向かい、「（邪魔だから）どいとれ」と言うのが口癖。

## スタッフ
- 制作：NHK名古屋放送局
- 脚本：柳下長太郎／蓬萊泰三
- 音楽：杉原良雄
- テーマソング：作詞 あくね・はるこ／作曲 宮崎尚志

## サブタイトル
|     | サブタイトル            | 放送日         |
| --- | ----------------------- | -------------- |
| 1   | あやしい光              | 1969年4月8日   |
| 2   | 証拠をあつめろ          | 1969年4月15日  |
| 3   | ナンバープレートの秘密  | 1969年4月22日  |
| 4   | そこを動くな            | 1969年5月6日   |
| 5   | ヒッチハイク作戦        | 1969年5月13日  |
| 6   | クレヨンの花            | 1969年5月20日  |
| 7   | なぞの花                | 1969年5月27日  |
| 8   | 宝石のゆくえ            | 1969年6月3日   |
| 9   | ちぎれた暗号            | 1969年6月10日  |
| 10  | おかしな出会い          | 1969年6月17日  |
| 11  | 落ちた仮面              | 1969年6月24日  |
| 12  | チャイムを追え          | 1969年7月1日   |
| 13  | 脱出計画                | 1969年7月8日   |
| 14  | 港へいそげ              | 1969年7月15日  |
| 15  | いじわるな手紙          | 1969年8月19日  |
| 16  | 見えないどろぼう        | 1969年8月26日  |
| 17  | 新しい容疑者            | 1969年9月2日   |
| 18  | つぼの秘密              | 1969年9月9日   |
| 19  | ナゾのまたなぞ          | 1969年9月16日  |
| 20  | つぼは知っていた        | 1969年9月23日  |
| 21  | なぞの少女              | 1969年9月30日  |
| 22  | 犯人はだれ              | 1969年10月7日  |
| 23  | ふたつの紙きれ          | 1969年10月14日 |
| 24  | 手がかり見つけた!       | 1969年10月21日 |
| 25  | 逃した大魚              | 1969年10月28日 |
| 26  | おとり作戦              | 1969年11月4日  |
| 27  |                         | 1969年11月11日 |
| 28  | 第二の放火              | 1969年11月25日 |
| 29  | 口笛を追え              | 1969年12月2日  |
| 30  | 深夜の電話              | 1969年12月9日  |
| 31  | こわれた目覚まし時計    | 1969年12月16日 |
| 32  | 消えたダイヤ            | 1969年12月23日 |
| 33  | 思わぬプレゼント        | 1969年12月30日 |
| 34  | うそつき太郎            | 1970年1月6日   |
| 35  | 事件は明日おきる        | 1970年1月13日  |
| 36  | 真夜中の声              | 1970年1月20日  |
| 37  | うそかほんとか          | 1970年1月27日  |
| 38  | 追跡開始!               | 1970年2月3日   |
| 39  | おおかみはいた!         | 1970年2月10日  |
| 40  | もうウソはつかない      | 1970年2月17日  |
| 41  | 声だけの男              | 1970年2月24日  |
| 42  | あやしいコンニチハ      | 1970年3月3日   |
| 43  | 敵か味方か              | 1970年3月10日  |
| 44  | スパイ・スパイ・スパイ  | 1970年3月17日  |
| 45  | 走れホームズ            | 1970年3月24日  |
| 46  | フィルムを渡すな        | 1970年3月31日  |
| 47  | 消えた少年              | 1970年4月7日   |
| 48  | 地下室の秘密            | 1970年4月14日  |
| 49  | 爆発は6時               | 1970年4月21日  |
| 50  | 出口へ急げ              | 1970年4月27日  |
| 51  | いじわるなお客          | 1970年5月12日  |
| 52  | あやしい五人            | 1970年5月19日  |
| 53  | みんなウソつき          | 1970年5月26日  |
| 54  | ライターは知っていた    | 1970年6月2日   |
| 55  | ガミガミおやじ          | 1970年6月9日   |
| 56  | 手紙のなぞ              | 1970年6月16日  |
| 57  | 怪しいふたり            | 1970年6月23日  |
| 58  | くるった推理            | 1970年6月30日  |
| 59  | ねらわれた鯉            | 1970年7月7日   |
| 60  | 夜明けの張り込み        | 1970年7月14日  |
| 61  | 鯉のゆくえ              | 1970年7月21日  |
| 62  | ホームズは見た          | 1970年8月11日  |
| 63  | おかしな暗号            | 1970年8月18日  |
| 64  | 無人島のなぞ            | 1970年8月25日  |
| 65  | 青い影                  | 1970年9月1日   |
| 66  | 事件がまっていた        | 1970年9月8日   |
| 67  | 影からの挑戦            | 1970年9月15日  |
| 68  | 影の正体                | 1970年9月22日  |
| 69  | 夢のおわり              | 1970年9月29日  |
| 70  | 変な友だち              | 1970年10月6日  |
| 71  | 拾った五万円            | 1970年10月13日 |
| 72  | いえない秘密            | 1970年10月20日 |
| 73  | 最後の手品              | 1970年10月27日 |
| 74  | あやうし!ホームズ       | 1970年11月3日  |
| 75  | 手ごわい相手            | 1970年11月10日 |
| 76  | 裏のまたうら            | 1970年11月17日 |
| 77  | あの鳩を追え!           | 1970年11月24日 |
| 78  | 青い鳥のなぞ            | 1970年12月1日  |
| 79  | 事故車をさがせ!         | 1970年12月8日  |
| 80  | くずれたアリバイ        | 1970年12月15日 |
| 81  | ペスは知っていた        | 1970年12月29日 |
| 82  | そして誰もいなくなった! | 1971年1月5日   |
| 83  | 地球にさようなら        | 1971年1月12日  |
| 84  | 宇宙人現る!             | 1971年1月19日  |
| 85  | 地球を永遠に!           | 1971年1月26日  |
| 86  | 大判、小判のゆくえ      | 1971年2月2日   |
| 87  | アリバイをくずせ        | 1971年2月9日   |
| 88  | 第4の男                 | 1971年2月16日  |
| 89  | 小判は泣いている        | 1971年2月23日  |
| 90  | 20ドル紙幣のナゾ        | 1971年3月2日   |
| 91  | 消えた死体              | 1971年3月9日   |
| 92  | 湖に浮かぶ影            | 1971年3月16日  |
| 93  | 追いつめられて          | 1971年3月23日  |
| 94  | 兄と妹                  | 1971年3月30日  |
| 95  | 風の又十郎              | 1971年4月6日   |
| 96  | オウムを探せ            | 1971年4月13日  |
| 97  | もうひとつの秘密        | 1971年4月20日  |
| 98  | ボンディア・ボンハルタ  | 1971年4月27日  |
| 99  | ふしぎな写真            | 1971年5月11日  |
| 100 | おばけの正体            | 1971年5月18日  |
| 101 | 同情はしない!           | 1971年5月25日  |
| 102 | 父かえる                | 1971年6月1日   |
| 103 | 父の正体                | 1971年6月8日   |
| 104 | 新しい朝                | 1971年6月15日  |
| 105 | 口笛が呼んでいる        | 1971年6月22日  |
| 106 | にじんだ記憶            | 1971年6月29日  |
| 107 | わなにかかった友情      | 1971年7月6日   |
| 108 | 悲しきフラミンゴ        | 1971年7月13日  |
| 109 | 落ちたつばさ            | 1971年7月20日  |
| 110 | そして誰もいなくなった! | 1971年8月24日  |
| 111 | 地球を永遠に!           | 1971年8月31日  |
| 112 | 高原のできごと          | 1971年9月7日   |
| 113 | うばわれた時計          | 1971年9月14日  |
| 114 | ふしぎな時計            | 1971年9月21日  |
| 115 | さようなら!名探偵団     | 1971年9月28日  |